# Basch Móric Ede
Basch Móric Ede (Topolya, 1842. augusztus 29. – Bécs, ?) újságíró.

## Élete
Bernhard Basch és Katharina Basch fia. Jogi tanulmányait Bécs-bon végezte és ugyanott szerzett doktorátust. A bécsi Parlamentär szerkesztője volt hosszú ideig. Több bécsi és külföldi lap munkatársa volt. Felesége ismert zongoraművésznő volt, Basch-Mahler Fanny.